# PIDE
PIDE (portugalsky Polícia Internacional e de Defesa do Estado; Mezinárodní a stát bránící policie) byla portugalská bezpečnostní služba, která existovala během režimu zvaného Estado Novo, jehož hlavním představitelem byl António de Oliveira Salazar. Formálně byly hlavními rolemi PIDE kontrola imigrace a emigrace, a také vnitřní a vnější bezpečnost státu. Postupem času začala pracovat jako tajná policie.
Pozdější PIDE byla založena zákonem ze srpna 1933 jako Dozorčí a stát bránící policie (Polícia de Vigilância e Defesa do Estado, PVDE). PVDE založil kapitán Agostinho Lourenço, který se v roce 1956 stal prezidentem Interpolu.
PVDE se transformovala na PIDE v roce 1945. Ta se v roce 1968 změnila na Generální ředitelství bezpečnosti (DGS). Po karafiátové revoluci dne 25. dubna 1974 byla DGS v Portugalsku rozpuštěna, ale nadále přechodně existovala na portugalských zámořských územích jako Vojenská informační policie (PIM). Rozpuštěna byla v roce 1975.
Během své existence byla PIDE známá svými akcemi během španělské občanské války, rolí politické policie, kontrašpionážními aktivitami během druhé světové války a protipovstaleckými operacemi v portugalské koloniální válce.